# Valentina Gagárina
Valentina Ivánovna Gagárina (en ruso: Валенти́на Ива́новна Гага́рина, de soltera: Valentina Goriacheva; Oremburgo, Unión Soviética, 15 de diciembre de 1935 – Moscú, Rusia, 17 de marzo de 2020) fue una enfermera, bioquímica, escritora soviética y la esposa de Yuri Gagarin, la primera persona en viajar al espacio.

## Biografía
Valentina Gagárina nació el 15 de diciembre de 1935 en Oremburgo (Unión Soviética), en la familia Goriachev. Su padre, Iván Stepánovich Goriachev (1894-1960), era de Oremburgo, trabajaba como chef en un sanatorio y durante algún tiempo trabajó en el Combinado de Cáterin del Comité Central del PCUS. Su madre, Varvara Semiónovna Goriacheva (1895-1961) era del óblast de Riazán y trabajaba como ama de casa. En la familia había seis hijos: tres niños y tres niñas; Valentina era la más joven. De los hermanos, el mayor, Alekséi, y el menor, Michael, murieron en la Segunda Guerra Mundial, mientras que el del medio, Iván, luchó en el Lejano Oriente.
Estudió en la Facultad de Medicina de Oremburgo y hasta su jubilación trabajó en el laboratorio de la sección médica del Centro de Control de Misiones Espaciales.

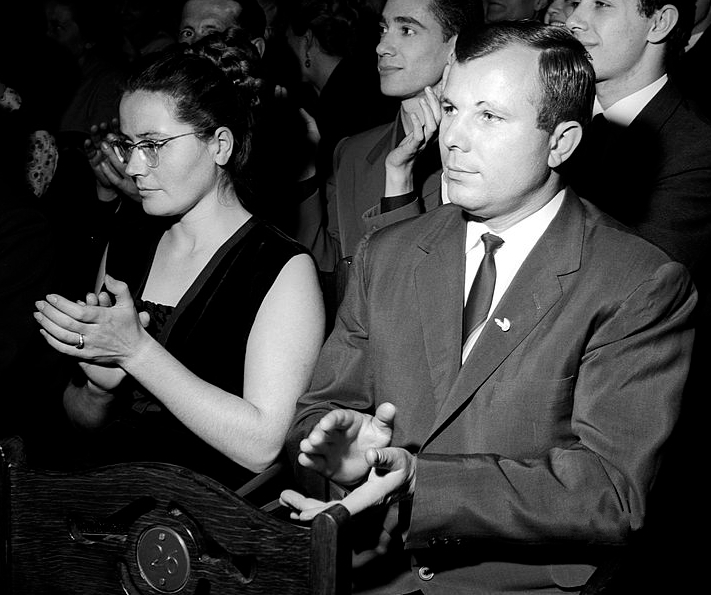
Valentina Gagárina y su esposo el cosmonauta Yuri Gagarin en 1964

El 27 de octubre de 1957, en Oremburgo, se casó con el aviador Yuri Gagarin. Se conocieron en su juventud, con unos 20 años, durante un baile en la Academia de Aviación de Oremburgo. Los Gagarin tuvieron dos hijas: Elena y Galina. El 12 de abril de 1961 su esposo fue la primera persona en el mundo en viajar al espacio, por lo que se hizo mundialmente famoso. La fama también llegó a su familia: a menudo fueron fotografiados, mostrados en la televisión, entrevistados y recibieron múltiples visitas de diferentes personajes famosos de aquellos años, tales como políticos, cosmonautas, artistas y cantantes. El 14 de abril de 1961, fue capturada en fotos y videos sentada junto a Yuri Gagarin y Nikita Jrushchov en un automóvil descapotable que conducía por las calles de Moscú, rodeada de multitudes de moscovitas que vitoreaban a la pareja.
Yuri y Valentina estuvieron casados hasta que Gagarin murió en un accidente aéreo el 27 de marzo de 1968. Valentina nunca se volvió a casar. Después de la muerte de su esposo dedicó el resto de vida a preservar y mantener la memoria de este: participó en numerosas ceremonias, contribuyó al establecimiento del museo Gagarin y publicó un libro de memorias titulado 108 minutos y toda la vida (publicado por primera vez en 1986), aunque nunca concedió ninguna entrevista.

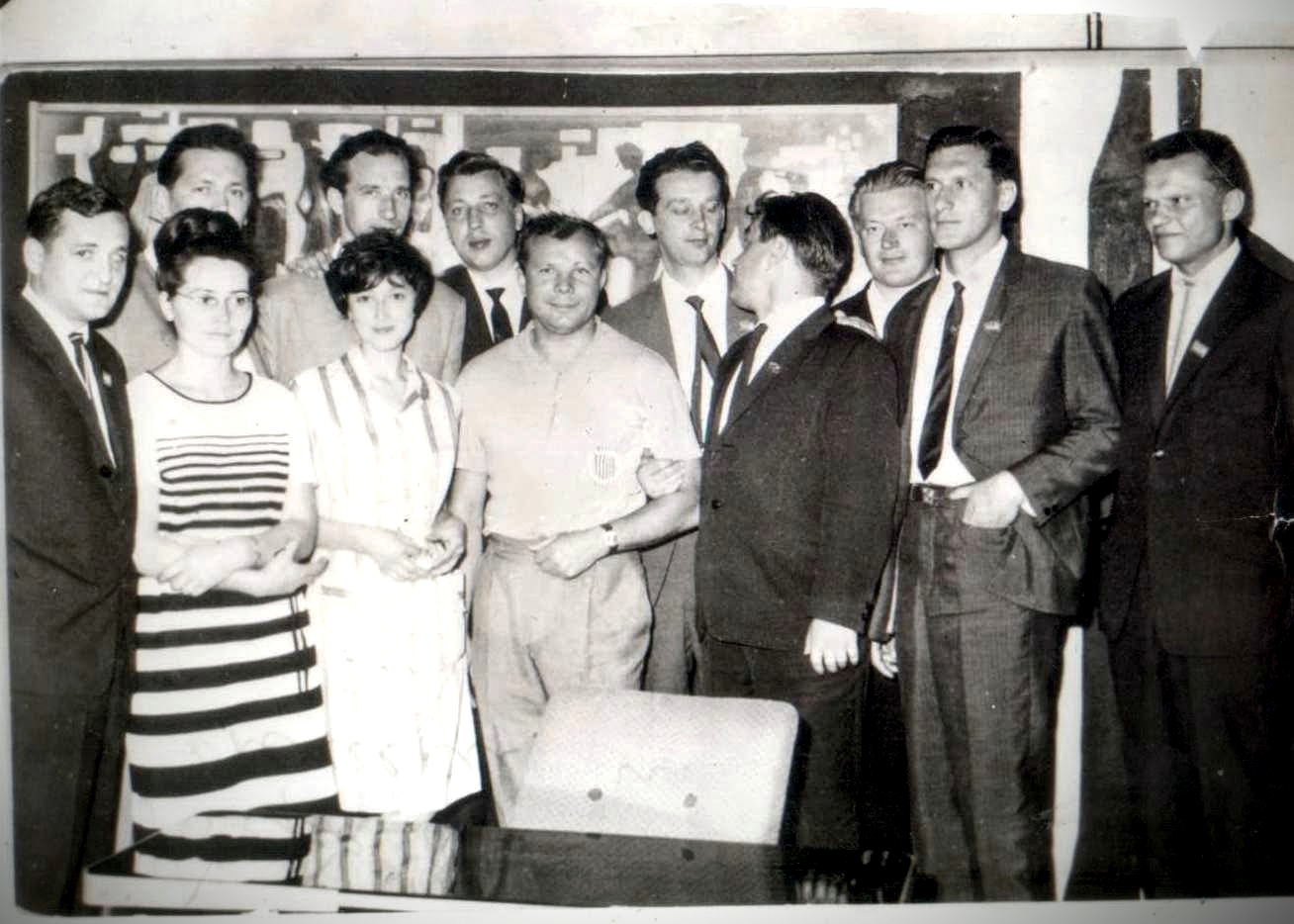
Yuri Gagarin y su esposa Valentina durante una visita a Checoslovaquia en 1968

En 1976 entregó las pertenencias personales de Yuri Gagarin al museo Gagarin: chaqueta de gala, todos los premios y documentos, regalos, ediciones especiales de Pravda, Izvestia, Krásnaya zvezdá, Sovetskaya Kultura, Literaturnaya gazeta, Moskovski Komsomolets del 12 al 13 de abril de 1961.
Vivía en Zviozdni gorodok (Ciudad de las Estrellas) en el raión de Shchólkovo del óblast de Moscú, en el apartamento de cuatro habitaciones que Gagarin recibió en 1968 después de su histórico vuelo. Desde las ventanas del apartamento en el cuarto piso se puede ver un monumento a Gagarin con una margarita en la palma de la mano. Tenía un gran loro ara, que originalmente era de su esposo Yuri Gagarin, y era amiga de la cosmonauta Valentina Tereshkova.
Murió en Moscú el 17 de marzo de 2020 y fue enterrada el 20 de marzo en el cementerio conmemorativo militar federal en Mytishchi.

## Premios y condecoraciones
- 1961 – Orden de Lenin (concedida por iniciativa de Jruschov como esposa del primer cosmonauta).[20]
- 2011 – Orden de Gagarin de la Federación de Cosmonáutica de Rusia.[21]
- 2017 – Ciudadana honoraria del óblast de Moscú.[22]

## Obras publicadas
- Gagárina, Valentina (1984). Каждый год 12 апреля [Cada año el 12 de abril] (en ruso). Moscú (Unión Soviética).
- Gagárina, Valentina (1986). 108 минут и вся жизнь [108 minutos y toda la vida] (en ruso). Moscú (Unión Soviética): Guardia Joven.